# Lucius Æmilius Mamercinus (consul en -366)
Pour les articles homonymes, voir Aemilius Mamercinus.
Lucius Æmilius Mamercinus est un homme politique de la République romaine, consul en 366 et 363 av. J.-C.,

## Famille
Il est membre des Aemilii Mamercini, branche de la gens des Aemilii. Fils de Lucius Aemulius Mamercinus qui est tribun militaire à pouvoir consulaire en 391, 389, 387, 383, 382 et 380 av. J.-C. et petit-fils de Mamercus Aemilius Mamercinus, son nom complet est : Lucius Aemilius L.f. Mam.n. Mamercinus. Il pourrait être le père de Lucius Aemilius Mamercinus Privernas, consul en 341 et 329 av. J.-C.

## Biographie

### Tribunat consulaire (377)
Lucius Aemilius pourrait être identifié à l'un des tribuns militaires à pouvoir consulaire élus en 377 av. J.-C. avec Publius Valerius Potitus, Lucius Quinctius Cincinnatus, Servius Sulpicius Praetextatus, Caius Veturius Crassus et Caius Quinctius Cincinnatus,. Au cours de leur tribunat, Rome doit faire face à la menace habituelle que représentent les Volsques qui, cette fois-ci, se sont alliés aux Latins. Les tribuns lèvent une armée qu'ils divisent en trois, une partie est affectée à la défense de Rome, une à la défense du territoire romain et une autre, la plus importante, est envoyée combattre l'ennemi, sous le commandement de Mamercinus et Potitus.
Les deux tribuns engagent le combat près de Satricum et prennent l'avantage sur les Volsques et Latins. Les Volsques se replient sur Antium et finissent par traiter avec les Romains, cédant la ville et son territoire. Pendant ce temps, les Latins incendient Satricum et attaquent Tusculum, reprochant à ses habitants d'avoir accepté la citoyenneté romaine. Alors que les Latins investissent la ville, les Tusculans se réfugient dans leur forteresse et en appellent aux Romains. Ces derniers envoient rapidement des renforts placés sous les ordres de Cincinnatus et Praetextatus. Les Latins sont repoussés, libérant la ville.

### Maître de cavalerie (368)
En 368 av. J.-C., Lucius Aemilius est nommé maître de cavalerie par le dictateur Marcus Furius Camillus, dit « Camille ». Ce dernier est désigné par les tribuns consulaires afin de mettre un terme à l'agitation politique et populaire provoquée par les tribuns de la plèbe Caius Licinius Stolo et Lucius Sextius Lateranus qui sont systématiquement réélus au tribunat plébéien depuis 376 av. J.-C., date à laquelle ils ont proposé toute une série de lois visant à établir un meilleur équilibre social et politique entre patriciens et plébéiens,. Toutefois, Camille et Lucius Aemilius doivent abdiquer parce que leur nomination est considérée comme irrégulière. Selon une autre hypothèse, ils abdiquent sous la pression du peuple. Ils sont remplacés par un autre dictateur et son maître de cavalerie, Publius Manlius Capitolinus et Caius Licinius Calvus, plus favorables aux demandes plébéiennes, Caius Licinius Calvus étant d'ailleurs le premier plébéien à devenir maître de cavalerie,.

### Premier consulat (366)
En 366 av. J.-C., il est élu consul avec Lucius Sextius Lateranus pour collègue, premier plébéien à atteindre le consulat grâce aux lois licinio-sextiennes, promulguées l'année précédente. Le consulat, calme d'un point du vue militaire malgré la crainte d'un retour des Gaulois, est marqué par le conflit politique entre les patriciens et les plébéiens au sujet des élections des préteurs et des édiles.

### Deuxième consulat (363)
En 363 av. J.-C., il est consul pour la seconde fois avec Cnaeus Genucius Aventinensis pour collègue,. Durant leur consulat, le Sénat nomme Lucius Manlius Capitolinus Imperiosus dictateur afin de régler le problème de l'épidémie de peste qui sévit à Rome depuis trois ans.

### Interrègne (355)
En 355 av. J.-C., Lucius Aemilius fait partie des huit interrois qui se succèdent pour mener à bien les élections consulaires après la dictature de l'année précédente. Finalement, ce sont deux consuls patriciens qui sont élus, Caius Sulpicius Peticus et Marcus Valerius Publicola (en), en contradiction avec les récentes lois licinio-sextiennes,.

### Maître de cavalerie (352)
Lucius Aemilius est de nouveau nommé maître de cavalerie par le dictateur Caius Iulius Iullus (en) désigné par les consuls Publius Valerius Poplicola et Caius Marcius Rutilus en 352 av. J.-C., Le Sénat a demandé sa nomination craignant une guerre contre les Étrusques, crainte qui s'avère être infondée. Le dictateur Caius Iulius utilise ses pouvoirs pour essayer de faire élire des consuls de rang patricien pour l'année suivante,.
L'identification du maître de cavalerie de 352 av. J.-C. n'est pas certaine. Selon une hypothèse de Sigonius, reprise par Theodor Mommsen, il pourrait s'agir de Lucius Aemilius Mamercinus Privernas, consul en 341 et 329 av. J.-C. Toutefois, la carrière de ce dernier s'achève en 316 av. J.-C. et il aurait été bien jeune pour être nommé maître de cavalerie dès 352 av. J.-C. Selon Attilio Degrassi, qui rejette cette hypothèse, il n'y a pas assez d'espace sur les fragments des fastes capitolins pour faire apparaître le cognomen Privernas dans le nom du maître de cavalerie de 352 av. J.-C.